# جبار فرمان

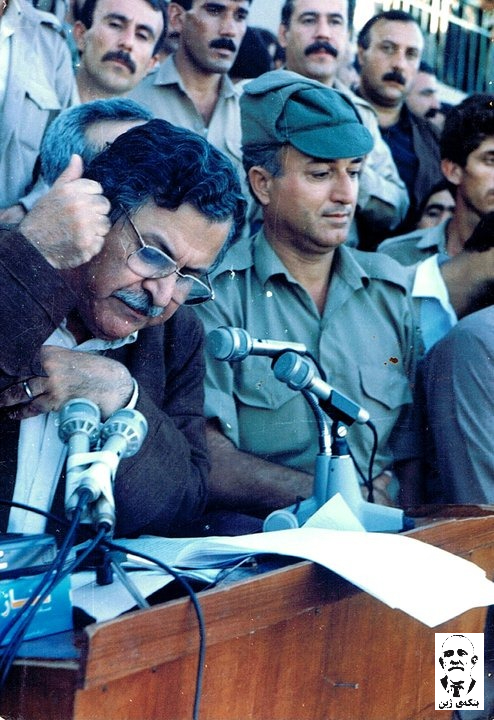
جبار فرمان مع جلال طالباني في السلیمانیة.

وهو سياسي كردي واحد القياديين في حزب الاتحاد الوطني الكردستاني
•	جبار ابن فرمان ابن علي أكبر الأركوازي
•	ولد في 28/06/1947 في قرية بانميل التابعة لقضاء خانقين في محافظة ديالى. وهو الابن الأكبر لفرمان علي أكبر وفانوس يوسف علي. من بعد ولد ثلاث أولاد وستة بنات.
•	في 18/09/1954 دخل مدرسة كاريز الابتدائية في قرية كاريز التابعة اقضاء خانقين.
•	في سنة 1960 اكمل تعليه الابتدائي.
•	في سنة 1967 اكمل تعليمه الثانوي.
•	في عمر السادسة عشر أصبح عضواً في اتحاد الطلاب كردستان. وكان عضواً بارزاً وله عدة انشطه وفعاليات ومن أهمها التخطيط وتنفيذ هروب الرفيق ئاوات عبد الغفور من السجن. على اثر هذه الأنشطة تعرض عدة مرات إلى الاعتقال والسجن.
•	بعد اكمال تعليمه الثانوي دخل معهد المعلمين في بعقوبة (ديالى).
•	بعد اكمال تعليمه في معهد المعلمين عُينة في ناحية بهرز في ديالى كمعلم ودرس هناك لمدة سنة واحدة وبعدها درس في مدرسة الثورة في مدينة الثورة في بغداد.
•	في سنة 1971 درس في كلية المصتنصرية قسم الفيزياء.
•	في سنة 1970 أصبح عضواً في حزب (كوملة ماركس لينين) والذي أصبح بعد (كوملة رنجدران كردستان).
•	في سنة 1973 انظم إلى قوات البيشمركة وبسبب هذا الانضمام اخطر إلى ترك دراستة في الكلية.
•	في 24/08/1974 اُسس اسرة مع صبيحة شير محمد وأصبح أباً لثلاث بنات وولد وهم بليسه، كلبه، دَريا ورَوَند.
•	بعد نسكة ايلول في سنة 1974 عاد من الجبال وانهمل في النضال الحزبى.
•	في سنة 1975 اُعتقل من قبل حزب البعث مع الرفاق والمناظلين في حزب كوملة وحكم عليه لمدة 6 سنوات. امضى منها 4 سنوات في السجن واخرج عنه في العفو العام في عام 1979. السجون التي امضى مدة حكمه فيها هي الأمن العلمة، الفضيلية وأبو غريب. في هذه الفترة تعرض إلى أنواع التعذيب النفسي والجسدي الا انه ظل متحامساً وام ينحن. ظل متماسكاً بمبادئه وصار قدوة في التحدي ومواصلة النضال وهو في المعتقل.
•	في 17/04/1980 انضم إلى اخوانه في الجبال في الاتحاد الوطني الكردستاني.
•	في البداية أصبح مسؤول التوجية السياسي في المنطقة الثلنية وبعدها أصبح مسؤول فرع تنظيمات منطقة جومان. وة في المؤتمرالثاني لحزب كوملة أصبح مسؤول مركز تنظيمات الاتحاد الوطني الكردستاني.
•	جبار فرمان لم يكن عضواً بارزاَ في الاتجاه الحزبي والسياسي بل وكان عضواً بارزاً في المجال العسكري واستطاع اثبات شجاعته وقيادته للملاحم ومن أهم اللاحم التي قادها واستطاع اثبات دوره فيها هم:
o 	في سنة 1981 ومن خلال كمين لطبه هو ورفاقه استطاعوا الحصول على عتله عسكرية وفيها عدد من الأسلحة والمواد الغذائية وجهاز لاسلكي.
o 	قيادة معارك كاريزه وماوت في سنة 1982 وحتى سنة 1983.
o	قيادة معارك شاربازير وجبل كه توو.
o	قيادة معارك قيوان وماوت في سنة 1986.
o	قيادة معركة وملحمة دابان واستطاع هو ورفاقه تحرير جبل دابان.
o	استطاع هو ورفاقه ومن طلال المفارز الخاصة النزول إلى داخل المدينة اقيادة عدة فعاليات وتحرير الرفاق إلى جويش ومساعدة الرفاق في التنظيمات السرية للانضمام إلى اخوانهم في الجبال وكذلك للحصول على الأغراض الهمة للاعلام والمستشفى في الجبال.
o	قيادة معركة قرداغ في سنة 1986 وفي هذة المعركة استطاع مع رفاقه ولاول مرة الحصول على دبابة من العدو.
o	قيادة الانتفاضة الثلنية والتي فيها استطاعوا تحرير منطقة كرميان وخانقين من نظام حزب البعث.
o	منح نظام حزب البعث من تفجير سد دكان ومحطات توليد الطاقة الكهربائية.
•	في نهاية سنة 1988 أصبح ممثل الاتحاد الوطني الكردستاني في مدينة اورمية في إيران ومسؤول المكتب التنفيذي للاتحالف الكردستاني.
•	في سنة 1990 وبنفس المسؤولية الحزبية اعمل نظاله الحزبي في دولة سوريا.
•	في نفس السنة عادة للكردستان واسس أول مجموعة عسكرية وأصبح المسؤول عليها.
•	في سنة 1991 اسس أول كلية عسكرية كردية في قلاجولان.
•	في سنة 1992 أصبح مسؤول المكتب العسكري الاتحاد الوطني الكردستاني.
•	في نفس السنة وبعد أول انتخابات حرة في كردستان ولاول تشكيله وزارية للحكومة في إقليم كردستان أصبح وزيراً للبيشمركة.
•	في سنة 1995 أصبح وزيراً للداخلية.
•	في نفس السنة اصنح وزيراً للتربية ومن بعدها وزيراً للبلديات وكالة.
•	في سنة 1999 أصبح نائباً لقيادة قوات البيشمركة في كردستان.
•	في تلك الاعوام اسس عدة أنظمة منها:
o	تاسيس نادي البيشمركه وهو كرياضي أصبح رئيس النادي.
o	تاسيس مستشفى شورش للبيشمركه وعوائلهم.
.تاسيس الكلية العسكرية في قلاجوالان.
o	تاسيس مركز كرمسير الثقافي والجتماعي في سنة 1992.
o	تاسيس المركز الثقافي للبشميركة وتشجيع عدم بقاء الامية في صفوف البيشمركه.
o	في سنتة 1996 اسس أول قوة للنساء في البشمركة.
o	تاسيس جمعية روز للمعوقين.
•	في سنة 2000 تعرض لمرض غير معروف ابتعد عن العمل السيلسي والحزبي.
•	في سنتة 09/08/2007 توقف قلبه الكبير عن الخفقان تاركاً الدنيا ودخل بطولاته الاجيال القادمة من شباب كردستان ليتعلمو الصبر والنضال.